# Chrysonotomyia liosoma
Chrysonotomyia liosoma är en stekelart som beskrevs av Christer Hansson 2004. Chrysonotomyia liosoma ingår i släktet Chrysonotomyia och familjen finglanssteklar. Inga underarter finns listade i Catalogue of Life.